# Saccodendron
Saccodendron es un género de foraminífero bentónico de la subfamilia Dendrophryinae, de la familia Dendrophryidae, de la superfamilia Astrorhizoidea, del suborden Astrorhizina  y del orden Astrorhizida. Su especie-tipo es Saccodendron heronalleni. Su rango cronoestratigráfico abarca el Holoceno.

## Discusión
Clasificaciones previas incluían Saccodendron en la subfamilia Astrorhizinae, de la familia Astrorhizidae, así como en el suborden Textulariina del orden Textulariida.

## Clasificación
Saccodendron incluye a las siguientes especies:
- Saccodendron heronalleni
- Saccodendron latericium
- Saccodendron limosum